# Teodoro Lechi
Teodoro Lechi (Brescia, 16 de enero de 1778-Milán, 2 de mayo de 1866) fue un general italiano, jacobino y asesor militar del rey Carlos Alberto de Cerdeña. Era el hermano de Giuseppe Lechi, un brillante y famoso general napoleónico, y Angelo, también un oficial napoleónico.

## Biografía
Teodoro Lechi nació en Brescia, el hijo número 14 de 19 de Fausto Lechi y su mujer Doralice Bielli. Se alistó en la Legión Brescia el 18 de marzo de 1797, en los eventos de la revolución de la ciudad. Inmediatamente se puso del lado de Napoleón e ingresó en la nueva Guardia Presidencial de la República Italiana que después de poco tiempo se convirtió en la "Guardia Real" (Guardia Real), logrando el rango de Coronel en 1803.
Lechi pasó casi dos años (1803-1805) en París, donde recibió práctica de entrenamiento militar. Regresado a Lombardía, se convirtió en el comandante de los Granaderos de la Guardia Real del nuevo Virrey Eugène de Beauharnais. El mismo año fue nombrado Escudero del Rey de Italia y recibe de Napoleón, las Águilas y los estandartes de la Guardia.
Con el príncipe Eugène, Lechi luchó en Austerlitz (1805), en Veneto, en Dalmacia, en Albania, en Hungría y se convirtió en general de brigada en 1809. Después de la batalla de Wagram (diciembre 1809) se le dio el título de barón del Imperio francés. El 10 de febrero de 1812 se alisto en la Campaña de Rusia, participando a cada batalla, incluidas las de la retirada.
En 1813 y 1814 participó también en la guerra contra Austria, a pesar de estar consciente de la decadencia del imperio napoleónico, como comandante de la IV división del ejército de Italia. El 27 de abril de 1814, después del armisticio firmado por Eugène de Beauharnais, Lechi fue protagonista de un ritual algo singular: por fidelidad a la Guardia, quemó las banderas y las Águilas (a excepción de un Águila, que conservaría celosamente por más de 30 años), y se comió las cenizas restantes con sus propios oficiales.
Rechazando jurar lealtad al Imperio austriaco, Teodoro se retiró a la vida privada.

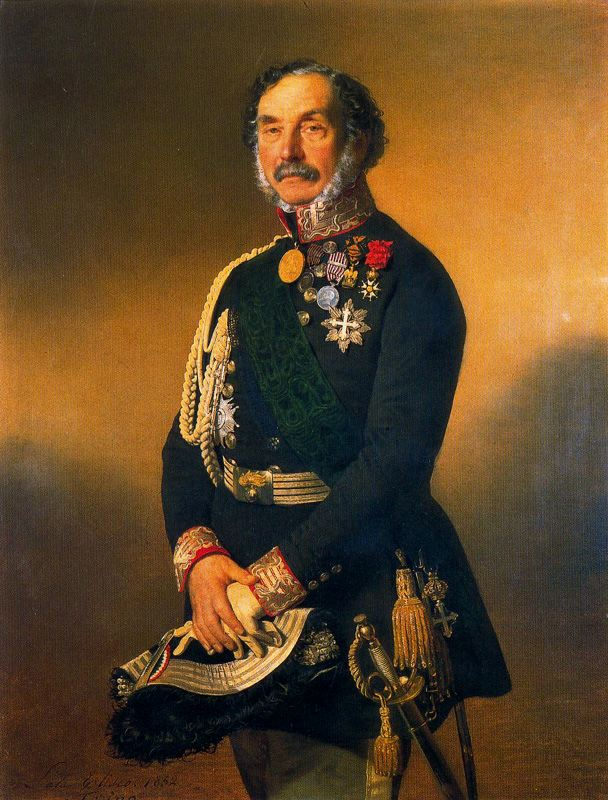
Retrato del conde Teodoro Lechi 1852.

Durante los acontecimientos de los Cinco Días de Milán, Teodoro Lechi, ahora con 72 años, regresó a la acción: el 28 de marzo de 1848 asumió el mando de la Guardia Cívica. Como un hombre de experiencia, aconsejó al ministro de la guerra, Antonio Franzini, que utilizara las líneas de ferrocarril para transportar tropas y asaltar Verona; la sugerencia, que no fue tomada en cuenta, probablemente habría cambiado la suerte de la primera guerra italiana de independencia.
Al final de la guerra, Teodoro Lechi se mudó a Piamonte, donde fue nombrado general de ejército por el rey Carlos Alberto.
En agradecimiento, el exveterano jacobino entregó al rey de Cerdeña la única águila napoleónica restante que sobrevivió al ritual de 1814. Esta águila ahora se conserva dentro del Museo del Risorgimento en Milán.
En 1859, el general Lechi regresó a Milán, ahora una ciudad italiana liberada de los austriacos, donde murió, en 1866, a la edad de 88 años.